# Slib (opera)
Osud je nedokončená opera českého skladatele Karla Kovařovice z roku 1905 na libreto Karla Šípka podle novely francouzského spisovatele a dramatika Octava Feuilleta La Veuve (Vdova) z roku 1884.

## Vznik, charakteristika a historie
Po premiéře opery Na Starém bělidle (1901) se Karel Kovařovic ohlížel po novém námětu na operu. Na novelu Octava Feuilleta Vdova jej roku 1905 upozornil tehdejší ředitel Národního divadla Gustav Schmoranz a Kovařovic, kterého námět zaujal, požádal o libreto Karla Šípka, jenž se mu osvědčil již jako libretista oper Psohlavci a Na Starém bělidle. Feuilletova novela je psychologický příběh o tragických důsledcích války, vyjadřující náladu po porážce Francie v bitvě u Sedanu, avšak na Kovařovicovu žádost Šípek libreto přeložil do Čech po bitvě u Kolína.
Šípek dodal Kovařovicovi text prvního dějství opery, který také Kovařovic počal komponovat. Podle Gustava Schmoranze měl skladatel v úmyslu „komponovati dílo naprosto odlišné od předešlých, lyricky – dramaticky vrcholně vypjaté, nějaké prudké drama srdcí“, obdobné svědectví přinášely vzpomínky Jaroslava Hilberta. Pak však Šípek vážně onemocněl a nemohl práci dokončit. Kovařovic poté požádal o dokončení Jaroslava Kvapila, který provedl podrobné rozvržení děje a rozepsal první scény. Karel Kovařovic však byl plně vytížen funkcí šéfa opery Národního divadla a o práci ztratil zájem (podle recenzenta Času se mu nelíbilo vojenské prostředí). Z opery tak zůstal jen fragment – úvodní scéna s hlukem bitvy a monologem umírajícího důstojníka Vronského, nadto pouze v podobě klavírní skizzy s četnými variantami. Kovařovic hudbu později využil ke svému poslednímu významnému, byť mnohem drobnějšímu dílu – melodramu Princezna Lyoleja na slova Antonína Sovy (1919).
Tento fragment po Kovařovicově smrti (1920) upravil a zorchestroval druhý kapelník Národního divadla Rudolf Zamrzla. Opera Národního divadla jej provedlo 6. prosince 1921, na den prvního výročí Kovařovicovy smrti, jako uctění památky dlouholetého a zasloužilého šéfa, dirigenta i skladatele (hráno společně s Kovařovicovou jednoaktovou operou Cesta oknem). Vronského zpíval Theodor Schütz. Díky příznivému přijetí byl fragment Slibu v září a říjnu následujícího roku ještě pětkrát opakován.
Pietní uvedení Slibu bylo některými recenzenty uvítáno, byť jako kuriozita, jiní (jako Antonín Šilhan v Národních listech) se k němu stavěli s rezervou. Zdeněk Nejedlý v něm dokonce viděl projev zlé vůle vůči novému šéfovi opery Otakaru Ostrčilovi a akt vnucený divadelní intendancí: „Na Národním divadle se přece nedával dosud žádný takový fragment, ani Smetanova Viola se nikdy nehrála, proč tedy najednou fragment, který nad to skladatel sám patrně zavrhl, nechav jej po taková léta nedokončený.“ (Ostrčil mimochodem zlomek Smetanovy Violy inscenoval v Národním divadle o tři roky později.)
K samotnému fragmentu se kritika vyjadřovala zdrženlivě. Podle A. Šilhana v dochované hudbě „živě vystižena je scenická situace a výrazně vylíčen duševní stav důstojníka, jenž umírá v pochybách, zachová-li mu milovaná choť věrnost i po jeho smrti“. Podle recenzenta Času je zachovaná scéna „dramaticky […] živá a vzrušená, ovšem značně operistická, a po stránce hudební prozrazuje zkušenou ruku divadelníka“. Recenzent Čecha ve fragmentu shledává Kovařovicův dramatický talent „v plné, neztenčené síle“. Oldřich Ladman v Daliboru se domníval, že „některá prudce vzedmutá místa […] dávají tušiti, že nová opera byla by se nesla vskutku jiným stilem než [Kovařovicovy] předešlé práce“. Opačného názoru byl Otakar Šourek v deníku Venkov, ač dával slabiny za vinu námětu („z jakési staré francouzské novely se spiritistickou příchutí, již Kovařovic snad ani nečetl“) a libretu: „Kovařovic postaven byl opět jen před onu drobnou sentimentalitu a před onen drobný rozruch dramatický, jichž byl z předcházejících svých děl již přesycen. Jeho zhudebnění nepřináší také proti Psohlavcům a Bělidlu celkem nových rysů, omezujíc se na přiléhavou kresbu bitevního ruchu za scénou a na několik vroucně se rozezpívávajících vět umírajícího důstojníka.“
Zamrzlova rekonstrukce byla celkově pochválena (O. Šourek: „velmi dobře a pietně“), avšak názory na její autentičnost se různily: tak Jan Löwenbach v Lidových novinách mínil, že byla „skutečně v stilu autorově“, zatímco Oldřich Ladman v Daliboru upozorňoval, že ačkoliv se Zamrzla snažil instrumentaci „vykonati v intencích zesnulého, přece nelze popříti, že některá místa jsou právě typicky Zamrzlovská“, byť byla jeho práce svědomitá a poctivá.

## Osoby a první obsazení

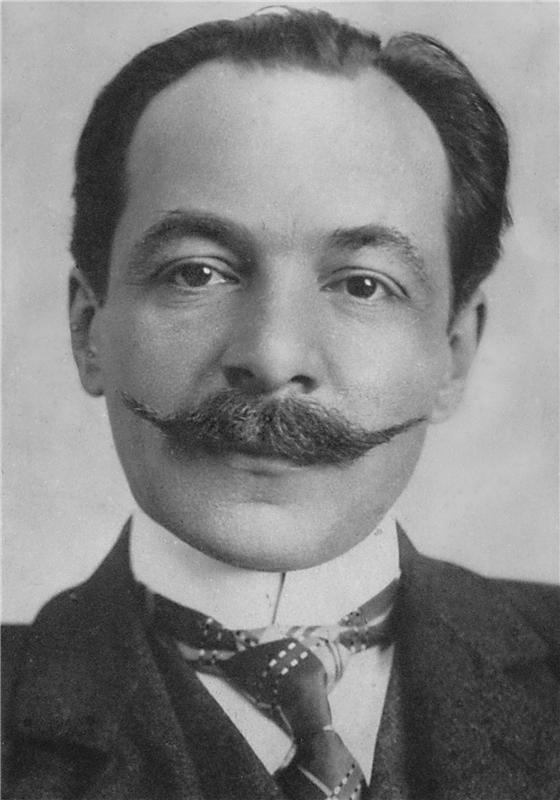
Skladatel Rudolf Zamrzla, který fragment Kovařovicova Slibu upravil a instrumentoval

| osoba                                                                   | hlasový obor | premiéra (6. 12. 1921) |
| ----------------------------------------------------------------------- | ------------ | ---------------------- |
| Vronský                                                                 | tenor        | Theodor Schütz         |
| Jiří Hron                                                               | baryton      | Jan Fifka              |
| Ranhojič                                                                | baryton      | Bohumil Soběský        |
| Důstojník                                                               | bas          | Vilém Zítek            |
| Poddůstojník                                                            | bas          | Václav Zatiranda       |
| Seržan                                                                  | tenor        | Karel Hruška           |
| Sluha                                                                   | tenor        | Mirko Štork            |
| Krčmář                                                                  | bas          | Emil Pollert           |
| Krčmářka                                                                | mezzosoprán  | Věra Pivoňková         |
| Dirigent: Rudolf Zamrzla, režisér: Robert Polák, výprava: Karel Štapfer |              |                        |

## Projektovaný děj
Z povzdálí doznívá válečná vřava – končí bitva u Kolína. Důstojník Vronský v ní byl smrtelně raněn. Ve své poslední chvilce odevzdává svému příteli Janu Hronovi památky na svou milovanou ženu, které si s sebou do vojště nesl. Chce po něm své ženě vzkázat, aby mu zůstala do smrti věrnou a znovu se neprovdávala. Pokud by toto přání nesplnila, vrátí se Vronský ze záhrobí a její nový sňatek překazí.
Hron vdovu vyhledá a předá jí předměty a předsmrtný pozdrav od manžela, jeho krutý a sobecký příkaz se jí však vyřídit neodvažuje a stále to odkládá. Přitom se oba navzájem zamilují a po nějaké době se chystají k uzavření manželství, přestože Hrona vědomí zrady na Vronském dohání k šílenství. V předvečer svatby se mu zjeví Vronského duch a zahrazuje mu cestu k nevěstě. Hron se z hrůzy z tohoto přízraku zastřelí.